# Stigmachrysa
Stigmachrysa is een geslacht van insecten uit de familie van de gaasvliegen (Chrysopidae), die tot de orde netvleugeligen (Neuroptera) behoort.

## Soorten
- S. cladostigma (Navás, 1913)
- S. elegans Esben-Petersen, 1933
- S. kervillei (Navás, 1925)